# 奇鯛目
奇鯛目為輻鰭魚綱的其中一目。由于本目存在并系群问题，在2017年《硬骨鱼支序分类法》中，本目被并入金眼鲷目之中，其中大部分属于奇鲷亚目。分布广泛，分布于大西洋。
在旧分类中，其下分為9科：
- 大鱗鯛科（Melamphaidae）；现为金眼鲷目金眼鲷亚目[1]
- 奇鯛科（Stephanoberycidae）；现为金眼鲷目奇鲷亚目[1]
- 粗鱗鯛科（Hispidoberycidae）；现为金眼鲷目奇鲷亚目[1]
- 吉伯鯛科（Gibberichthyidae）；现为金眼鲷目奇鲷亚目[1]
- 红口仿鲸科（Rondeletiidae）；现为金眼鲷目奇鲷亚目[1]
- 须仿鲸科（Barbourisiidae）；现为金眼鲷目奇鲷亚目[1]
- 仿鲸科（Cetomimidae）；现为金眼鲷目奇鲷亚目[1]
- 奇鳍鱼科（Mirapinnidae）；并入仿鲸科[1]
- 巨鼻鱼科（Megalomycteridae）；并入仿鲸科[1]